# 段正澄
段正澄（1934年6月15日—2020年2月15日），江苏镇江人，中国机械工程（机械制造与自动化）专家，中国工程院院士。长年任教于华中科技大学，致力于自动化、数字化加工技术的研究和设备的开发。

## 生平
段正澄1934年6月出生于江苏镇江，1952年随家人迁至湖北武汉，于汉阳中学就读。1953年成为华中工学院第一届学生，曾担任校篮球队队长，率队夺得过湖北省冠军。1957年从机械工程系毕业，留校任教。
2009年获评为中国工程院机械与运载工程学部院士。2012年获湖北省科学技术突出贡献奖，随后将100万元奖金的个人部分全部捐出，用于资助学校的贫困学生。
2020年1月29日确诊2019冠狀病毒病，最终医治无效，于2月15日下午7時35分去世。

## 贡献
段正澄60余年始终从事机械制造与自动化学科的教学与科研工作，与一线企业紧密合作，研发出众多高端自动化设备，在机械加工自动生产线、数控加工技术与设备、柔性制造系统、数控激光切割加工设备等方面有显著成绩。其与团队的代表性贡献有：
- 1977年起，开始研发高精汽车发动机曲轴的制造设备，以期中国汽车/发动机行业发展免受外国产品的制约。1983年，制造出中国第一台数控高速全轴自动曲轴磨床，并在随后几十年中不断改进创新出新型号。[5]相关成果获2008年度國家科學技術進步獎二等奖。[8]
- 1980年代，针对中国激光加工设备依赖进口的情况，牵头组建中国最早将机械科学与激光技术相结合的科研团队。最终发明了激光切割、焊接组合加工的新方法，并研发出多种激光加工设备。[5]相关成果获2003年度國家科學技術進步獎二等奖[9]、2015年度国家科學技術進步獎一等奖[10]。
- 1996年起，将机械科学与放疗医学结合，开展伽马射线放射手术医疗装置（伽马刀）的研发工作。1999年，制造出世界首台全身伽马刀，大幅度提高立体定向精确度，惠及数十万患者。[5]相关成果获2005年度國家科學技術進步獎二等奖。[11]